# Conseil départemental de la Haute-Corse
1976–2017
Entités précédentes :
- Conseil général de la Corse

Entités suivantes :
- Collectivité de Corse

Le conseil départemental de la Haute-Corse était l'assemblée délibérante du département français de la Haute-Corse, collectivité territoriale décentralisée de 1976 à 2017. Son siège se trouvait à Bastia. Au 1er janvier 2018, il a fusionné avec le conseil départemental de la Corse-du-Sud et la Collectivité territoriale de Corse, qui exerçait déjà les compétences d'une région à statut particulier, pour former la Collectivité de Corse.

## Historique

### Identité visuelle (logo)

Logo du Conseil général de la Haute-Corse jusqu'en juillet 2011
Logo du conseil général de la Haute-Corse de juillet 2011 au 31 décembre 2017

## Liste des présidents
| Période                                                 | Période                                           | Identité                                          | Étiquette                                         | Étiquette                                         | Qualité |
| Liste des président successifs du conseil général       | Liste des président successifs du conseil général | Liste des président successifs du conseil général | Liste des président successifs du conseil général | Liste des président successifs du conseil général | Liste des président successifs du conseil général |
| ------------------------------------------------------- | ------------------------------------------------- | ------------------------------------------------- | ------------------------------------------------- | ------------------------------------------------- | --- |
| 1976                                                    | 1992                                              | François Giacobbi                                 |                                                   | MRG                                               | Maire de Venaco (1951-1983) Conseiller général du Canton de Venaco (1951-1997) Sénateur de la Corse puis de Haute-Corse (1962-1997)                                 |
| 1992                                                    | 1998                                              | Paul Natali                                       |                                                   | RPR                                               | Administrateur de sociétés Conseiller général du Canton de Borgo (1988-2005) Sénateur de la Haute-Corse (1998-2005)                                                 |
| 1998                                                    | 2010                                              | Paul Giacobbi                                     |                                                   | PRG                                               | Maire de Venaco (1983-2001) Conseiller général du Canton de Venaco (1997-2010) Député de Haute-Corse (2002-2017) Président du conseil exécutif de Corse (2010-2015) |
| 2010                                                    | 2014                                              | Joseph Castelli                                   |                                                   | PRG                                               | Maire de Penta-di-Casinca (1983-2010) Conseiller général du Canton de Vescovato (1982-2015) Sénateur de la Haute-Corse (2014-2020)                                  |
| 2014                                                    | 2015                                              | François Orlandi                                  |                                                   | PRG                                               | Chargé de clientèle bancaire Maire de Tomino (depuis 1988) Conseiller général du Canton de Capobianco (2002-1015)                                                   |
| Liste des président successifs du conseil départemental |                                                   |                                                   |                                                   |                                                   | |
| 2015                                                    | 2017                                              | François Orlandi                                  |                                                   | PRG                                               | Chargé de clientèle bancaire Maire de Tomino (depuis 1988) Conseiller départemental du Canton du Cap Corse (2015-2017)                                              |

## Budget
Le conseil général de la Haute-Corse a en 2007 un budget de 237 millions d'euros.

### Budget d'investissement
- 2005 : ... millions d'euros
- 2006 : ... millions d'euros
- 2007 : 65,9 millions d'euros

| Domaine d'investissement             | Investissement       |
| ------------------------------------ | -------------------- |
| Déplacements                         | ... millions d'euros |
| Aide aux communes                    | ... millions d'euros |
| Enseignement                         | ... millions d'euros |
| Environnement, aménagement, logement | ... millions d'euros |
| Sécurité                             | ... millions d'euros |

## Fusion au sein de la collectivité de Corse
À la suite de la réforme des territoires de 2015, les 2 conseils départementaux de la Corse (celui de Corse-du-Sud et celui de Haute-Corse) ont fusionné le 1er janvier 2018 avec la Collectivité territoriale de Corse, qui exerçait déjà les compétences d'une région à statut particulier, pour former la Collectivité de Corse.

### Dernière assemblée

#### Le président
François Orlandi (PRG) a été élu le 20 janvier 2015 à la suite de la démission de Joseph Castelli annoncée le 22 décembre 2014.

#### Les vice-présidents
| Numéro | Nom                         | Parti | Parti            | Groupe              | Responsabilités |
| ------ | --------------------------- | ----- | ---------------- | ------------------- | --------------- |
| 1er    | Francis Giudici             |       | DVD, Giacobbiste | Démocrates          |                 |
| 2e     | Antoinette Salducci         |       | DVD              | Progressistes       |                 |
| 3e     | Pierre Siméon de Buochberg  |       | DVD              | Corsica 21          |                 |
| 4e     | Catherine Cognetti-Turchini |       | DVG              | Progressistes       |                 |
| 5e     | Marc-Antoine Nicolaï        |       | DVD              | Démocrates          |                 |
| 6e     | Élisabeth Santelli          |       | DVD              | Corsica democrazia  |                 |
| 7e     | Yannick Castelli            |       | PRG              | Progressistes       |                 |
| 8e     | Charlotte Terrighi          |       | DVD              | Libéraux de progrès |                 |
| 9e     | Michel Simonpietri          |       | DVG              | Corsica democrazia  |                 |

#### Les conseillers départementaux
Le conseil départemental de la Haute-Corse comprend 30 conseillers départementaux issus des 15 cantons de la Haute-Corse.
| Parti                              | Sigle | Sigle | Élus |
| ---------------------------------- | ----- | ----- | ---- |
| Majorité (20 sièges)               |       |       |      |
| Divers gauche                      |       | DVG   | 9    |
| Parti radical de gauche            |       | PRG   | 7    |
| Sans étiquette                     |       | SE    | 2    |
| Divers droite                      |       | DVD   | 2    |
| Opposition (6 sièges)              |       |       |      |
| Divers droite                      |       | DVD   | 3    |
| Union pour un mouvement populaire  |       | UMP   | 3    |
| Nationalistes (3 sièges)           |       |       |      |
| Femu a Corsica                     |       | FC    | 3    |
| Non-inscrits (1 siège)             |       |       |      |
| Mouvement corse-démocrate          |       | MCD   | 1    |
| Président du Conseil départemental |       |       |      |
| François Orlandi (PRG)             |       |       |      |